# Heisteria duckei
Heisteria duckei är en tvåhjärtbladig växtart som beskrevs av Herman Otto Sleumer. Heisteria duckei ingår i släktet Heisteria och familjen Erythropalaceae. Inga underarter finns listade i Catalogue of Life.